# مليسا سوزن
مليسا سوزن (بالتركية: Melisa Sözen)‏ هي ممثلة تركية ولدت في يوم 6 يوليو 1985 في مدينة إسطنبول في تركيا مثلت في عدة مسلسلات تركية منها مسلسل نارين والذي مثلت فيه دور البطولة.

## روابط خارجية
- مليسا سوزن على موقع IMDb (الإنجليزية)
- مليسا سوزن على موقع قاعدة بيانات الأفلام العربية
- مليسا سوزن على موقع ألو سيني (الفرنسية)
- مليسا سوزن على موقع ميوزك برينز (الإنجليزية)
- مليسا سوزن على موقع أول موفي (الإنجليزية)
- مليسا سوزن على موقع قاعدة بيانات الأفلام السويدية (السويدية)
- مليسا سوزن على موقع ديسكوغز (الإنجليزية)
- مليسا سوزن على موقع قاعدة بيانات الفيلم (الإنجليزية)
- مليسا سوزن على موقع كينوبويسك (الروسية)